# Římskokatolická farnost Rožnov pod Radhoštěm
Římskokatolická farnost Rožnov pod Radhoštěm je územním společenstvím římských katolíků v rámci děkanátu Valašské Meziříčí Olomoucké arcidiecéze s farním kostelem Všech svatých.

## Historie
Současný farní kostel byl vystavěn jako náhrada za dřevěný kostelík ze 16. století v letech 1745–50. Kvůli probíhajícím nepokojům byl však včetně interiérů definitivně dokončen až v roce 1752. Roku 1900 se v Rožnově hlásilo 2 939 obyvatel ke katolíkům, 46 k evangelíkům, 26 bylo židů. V roce 1930 zde žilo 3 248 katolíků, 127 evangelíků, 11 židů a 185 občanů bez vyznání.

## Duchovní správci
Katolický farář jménem Jan je v písemnostech poprvé zmiňován roku 1490. Zřejmě už tehdy zde žili i nekatolíci, kteří v polovině 16. století v městečku již převládali. Katolická fara byla obnovena roku 1666.
Od července 2011 byl farářem R. D. Mgr. Kamil Obr. Toho s platností od července 2018 vystřídal R. D. Mgr. Pavel Hofírek.

## Bohoslužby
| Kostel                 | Místo                | Bohoslužba (den)                                 | Hodina                                         | Poznámka     |
| ---------------------- | -------------------- | ------------------------------------------------ | ---------------------------------------------- | ------------ |
| kostelem Všech svatých | Rožnov pod Radhoštěm | neděle pondělí úterý středa čtvrtek pátek sobota | 7.00, 8.15, 10.00 18.00 7.00 18.00 7.00, 18.00 | Farní kostel |

## Aktivity farnosti
Na území farnosti se pravidelně pořádá tříkrálová sbírka. V roce 2018 se při ní vybralo 382 560 korun.
V červnu 2018 byly završeny téměř dva měsíce trvající práce na opravách interiéru farního kostela.